# Oscar Neiva Eulálio
Oscar Neiva Eulálio, ou simplesmente Oscar Eulálio (Picos, 28 de novembro de 1930 — Teresina, 24 de julho de 2020), foi um médico, empresário e político brasileiro.

## Dados biográficos
Filho de Urbano Maria Eulálio Filho e Jerusa Neiva Eulálio, nasceu em 28 de novembro de 1930 na cidade de Picos. Em 1965, ele fundou a Casa de Saúde e Maternidade Nossa Senhora dos Remédios, sendo o primeiro hospital particular no município. Foi prefeito de Picos de 1967 a 1970, também foi deputado estadual na Assembleia Legislativa do Estado do Piauí por três mandatos (1971 a 1983). Foi médico por mais de 50 anos, dedicando a medicina.

## Morte
Oscar foi internado em Teresina em 15 de julho de 2020, e faleceu em 24 de julho de 2020, vítima de pneumonia causada por síndrome respiratória aguda grave.